# アンドルー・カード
アンドルー・ヒル・「アンディ」・カード・ジュニア（Andrew Hill "Andy" Card Jr. 1947年5月10日 - ）は、アメリカ合衆国の政治家。所属政党は共和党。ジョージ・H・W・ブッシュ大統領政権下で運輸長官を、ジョージ・W・ブッシュ政権下で大統領首席補佐官を務めた。首席補佐官在任中は、イラク侵攻の正当性・必要性を世論に広め、侵攻を容認する世論を生み出す役割を果たしたホワイトハウス・イラク・グループ（White House Iraq Group，WHIG）の議長を務めるなど、次席補佐官であったカール・ローヴなどと共にイラク侵攻計画の立案・実行過程で主導的役割を担ったことで知られる。2006年3月28日に首席補佐官職を辞任すると発表し、同年4月14日付けで辞任した。
マサチューセッツ州ホルブルック出身で、妻キャシーとの間に3人の子と4人の孫がいる。首席補佐官在任中は大変仕事熱心なことで有名であり、首席補佐官職に打ち込む姿を見た妻から「あなたは、私とジョージ・W・ブッシュのどちらと結婚しているの？」と尋ねられた、という逸話がある。

## 生い立ち
カードは米国ボーイ・スカウトの旧植民地評議会で熱心に活動し、ライフ・スカウトの位を得た。その後、彼はサウスカロライナ大学を卒業し、工学の学士号を取得した。また、合衆国商船大学とハーヴァード大学のジョン・F・ケネディ公共政策大学院に通った。1966年から1967年まで合衆国商船隊で勤務した。
カードは、マサチューセッツ州下院議員（1975年 - 1983年）として、政治家人生を始めた。1982年のマサチューセッツ州知事選では共和党からの指名獲得を目指したが、失敗した。

## 政治的経歴
1993年から1998年まで、カードは全米自動車製造者協会（AAMA：クライスラー、フォード・モーターとゼネラル・モーターズが会員として名を連ねる同業組合）の会長兼最高経営責任者であった。AAMAは、1998年12月に解散した。1999年以来、ブッシュ政権の大統領首席補佐官就任を決断するまで、ゼネラル・モーターズ (GM) の対政府関係担当副社長を務めた。カードは諸外国、連邦、州、及び地方の政府に関連する同社の活動を指揮し、公共政策問題に関してはGMを代表して連邦議会や政府と相対した。
彼は現在、ユニオン・パシフィック鉄道の取締役会に勤める。同鉄道は2006年7月27日に取締役に選ばれたと発表し、取締役会の会員数を10人に増やした。

## 政権入り

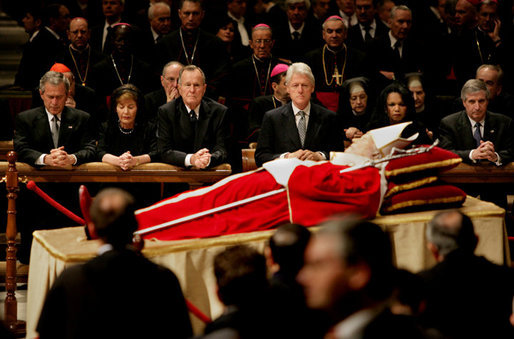
ジョージ・W・ブッシュ、ローラ・ブッシュ、 ビル・クリントン、ジョージ・H・W・ブッシュ、及びコンドリーザ・ライスと共に、教皇ヨハネ・パウロ2世の葬儀に参列し、教皇に敬意を表するカード

### レーガン政権
カードはロナルド・レーガン大統領の下で政府間問題担当大統領特別補佐官として初めてウェスト・ウィングで勤務した。後に大統領首席補佐官代理兼政府間問題担当局長として、州知事や全州規模の役職者、州議会議員、市長、その他役職者らへの連絡役となった。

### ブッシュ政権
1989年から1992年まで、カードは及び大統領補佐官及び政策担当大統領首席補佐官代理としてジョージ・H・W・ブッシュ政権に奉仕した。1992年から1993年まで、ジョージ・H・W・ブッシュ大統領の下で第11代運輸長官を務めた。1992年8月、カード長官はブッシュ大統領の要望により、ハリケーン・アンドルー襲来後の災害救助運動を調整した。同年末、カード長官はブッシュ政権からクリントン政権への移行期間中、ブッシュ大統領の移行事務所を統括した。

### 大統領首席補佐官
2000年、カードは当時のテキサス州知事ジョージ・W・ブッシュから、フィラデルフィアで行われる共和党全国大会の運営を依頼された。カードは、1億6000万ドル以上にのぼる大会運営費の調達に尽力した。
2000年11月26日、カードは当時の大統領当選者ジョージ・W・ブッシュから、ブッシュの大統領就任（2001年1月20日）に伴い、大統領首席補佐官に任命された。
2001年9月11日、ブッシュ大統領がフロリダ州サラソータのエマ・E・ブッカー小学校で絵本の朗読会を行った際、テロリストがアメリカ合衆国を攻撃したとブッシュに耳打ちしたのは、カードであった。
マサチューセッツ州民主党代表（2001年当時）のフィリップ・ジョンストンは、マサチューセッツ州下院で種々の法改正を発効させるべく、カードと協力した。2000年2月、ジョンストンはワシントン・ポストに対し、「私は非常に党派心の強い、自由主義的民主党員であり、我々は共に、実に見事に働いた」と語った。それは、選挙後の混乱が収束する頃にカードが大統領首席補佐官に任命されたことが明らかになった際、連邦議会の至る所で言われた心情であった。
2005年11月26日、カードは他の乗客12名と共に、ガルフストリーム・エアロスペース社製の双発旅客機に搭乗していたが、飛行中の旅客機のコックピットに煙が入り込んできた。飛行機はワシントンD.C.に向かう途中であったが、パイロットは辛くもナッシュヴィル国際空港に着陸した。怪我人は報告されなかった。
2006年3月28日、ホワイトハウスはカードが大統領主席補佐官を辞任し、後任に行政管理予算局長ジョシュア・ボルテンが就任すると発表した。カードは、2006年4月14日に正式に辞任した。大統領主席補佐官時代のカードは、上下両院から評価された。上院議員ディック・ダービン（民主党所属。当時の少数党院内幹事で、後に多数党院内幹事）は、CNNの取材に対し、デイナ・バッシュと共にホワイトハウスを去るカードについてこう語った。「彼は、このホワイトハウスで最も分別があり、職業意識の強い人々の1人である。彼の話は素晴らしい……」と。
ボブ・ウッドワードは自著『ブッシュのホワイトハウス』の中で、次のように述べている。イラク戦争がもう1つのベトナム戦争と見做されることを懸念していたカードは、ドナルド・ラムズフェルド国防長官を退けるべしと、2度にわたって大統領の説得を試みた。2度目の説得時には、ファーストレディのローラ・ブッシュの支持を得ていたが、それでも失敗した。このため、カードは辞任した。

## 引退後
カードが2007年5月にマサチューセッツ大学アマースト校から名誉学位を取得した際、彼のイラク戦争支持に反対する観衆は、プラカードを振りかざしながらブーイングをして、彼の演説を掻き消した。また、卒業生らは彼の出席に対する抗議の意志を示すガウンを着ていた。
2007年10月30日、カードは『ハーヴァード・クリムゾン』（ハーヴァード大学の学生新聞）の取材に対し、短い回答を寄せた。彼はその中で、「大統領が私に辞任を求め、政権も私に辞任を求めた」ので辞任したが、ホワイトハウスを去りたくはなかったと述べた。彼が決定を主導した訳ではないと暗示するこれらの声明は、表向きの辞任理由と矛盾している。